# Afrocanthium salubenii
Afrocanthium salubenii là một loài thực vật có hoa trong họ Thiến thảo. Loài này được (Bridson) Lantz mô tả khoa học đầu tiên năm 2004.